# سد أنجيل
سد أنجيل هو أحد السدود المائية على نهر أنجيل شمال المملكة المغربية. يتواجد سد أنجيل جنوبي مدينة فاس بإقليم بولمان (جماعة أنجيل) و يضم حقينة مائية ب 440.000 متر مكعب.